# Abel da Costa Belo
Abel da Costa Belo ist ein osttimoresischer Politiker aus Baucau. Er gehört zur Volksgruppe der Makasae.

## Wirken
Belo gehörte zu den Rädelsführern der Viqueque-Rebellion von 1959, die von den Portugiesen verhaftet und ins Exil nach Angola geschickt wurden. Nach seiner Rückkehr nach Timor war er 1974 einer der Gründer der pro-indonesischen APODETI.
Nach der Annexion Osttimors durch Indonesien 1976 wurde Belo im Mai indonesischer Administrator (Bupati) des Distrikts Baucau. 1982 löste ihn Oberst I. Gusti Ngurah O. ab.
Von 1998 bis 2001 war Belo Mitglied der Nationalen Politkommission des Conselho Nacional de Resistência Timorense (CNRT), der Dachorganisation des Widerstands gegen die indonesische Besatzung Osttimors.